# هرمانوبيس
هرمانوبيس (باليونانية: Ἑρμανοῦβις) هو إله يوناني-مصري قديم يُعتَقد أنه يرشد أرواح الموتى إلى العالم السفلي. وهو تمازج بين الإله اليوناني هيرميس والإله المصري أنوبيس. كان هرمانوبيس أحد أسلاف القديس كريستوفر ذو الرأس الكلب – القديس سينوسيفالي، الذي كان، مثل أنوبيس / هرمانوبيس، مرشدًا قويًا للمسافرين.

## الوصف
تشير مسؤوليات هيرميس وأنوبيس المتشابهة (كلاهما كانا مرشدين للأرواح) إلى نشأة الإله هرمانوبيس. كان شائعًا خلال فترة السيطرة الرومانية على مصر. يُصوَّر بجسم بشري ورأس ابن آوى، مع العصا المقدسة التي تخص الإله اليوناني هيرميس، وكان يمثل الكهنوت المصري. وكان يشارك في البحث عن الحقيقة.
اسم Ἑρμανοῦβις معروف من عدد قليل من المصادر الكتابية والنقوشية، أغلبها من الفترة الرومانية. يذكر بلوتارخ الاسم كإشارة إلى أنوبيس في جانبه المتعلق بالعالم السفلي، بينما يشير بورفيريوس إلى هرمانوبيس باعتباره "مختلط" و"نصف-يوناني".
على الرغم من أن الجمع بين أسماء إلهين بهذه الطريقة لم يكن شائعًا في الدين اليوناني التقليدي، فإن التحديد المزدوج لاسم هرمانوبيس له بعض الأمثلة المماثلة في الفترة السابقة. الأكثر وضوحًا هو الإله هرمافروتوس، الذي ظهر من القرن الرابع قبل الميلاد فصاعدًا، ولكن اسمه يشير إلى اتحاد متناقض بين إلهين مختلفين (هيرميس وأفروديت) بدلاً من التمازج بطريقة هرمانوبيس.

## روابط خارجية
- تمثال هرمانوبيس (الإسكندرية، أوائل القرن الثاني الميلادي)، متحف الآثار بمكتبة الإسكندرية